# Sección Femenina

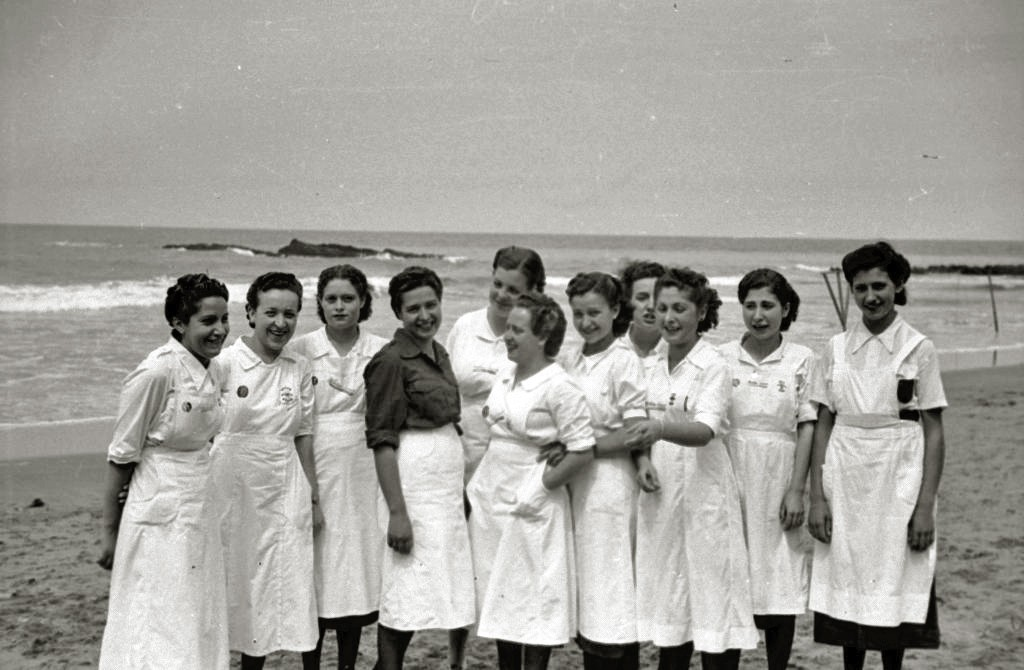
Grupo de voluntárias da Sección Femenina.

A Sección Femenina (em português:  Secção Feminina; SF) foi o braço feminino da Falange Espanhola e, posteriormente da FET y de las JONS. A Sección Femenina foi criada em Madrid em 1934 e funcionou durante quarenta anos, desaparecendo depois da morte de Francisco Franco e a Transición.
Foi dirigida desde a sua criação até à sua dissolução por Pilar Primo de Rivera, irmã do fundador da Falange. Organização franquista e tradicionalista católica adoptou as figuras de Isabel I de Castela e Teresa de Ávila como protótipos.